# Eer de haan kraait (hoorspel)
Eer de haan kraait is een hoorspel van Otto Heinrich Kühner. Ehe der Hahn kräht werd op 19 mei 1967 door Radio Bremen uitgezonden. C. Denoyer vertaalde het en de VARA zond het uit op zaterdag 20 januari 1968. De regisseur was Ad Löbler. Het hoorspel duurde 64 minuten.

## Rolbezetting
- Wiesje Bouwmeester (de moeder-overste)
- Eva Janssen (zuster Domenica)
- Nel Snel & Joke Hagelen (de zusters Theresa & Tina)
- Frans Somers (de burgemeester)
- Tonny Foletta & Floor Koen (Jeruzalem I & Jeruzalem II)

## Inhoud
Hij heet Apollo en is in zuster Theresa’s ogen de beste haan ter wereld. De Heilige Vader zelf heeft hem op een Wereldtentoonstelling voor pluimvee gezegend. Daar verwierven de zusters het prachtstuk, opdat zuster Theresa, die voor het neerhof van het klooster zorgt, haar grote kweekproject zou kunnen verwezenlijken. Jammer genoeg ligt het klooster in een communistisch land, en men heeft Apollo als volkseigendom voor de hennen van het naburige dorp in beslag genomen. Uit oude aanhankelijkheid vliegt hij echter steeds weer terug in het klooster. Prompt verschijnt dan de burgemeester om Apollo terug te vorderen en hij begint een heftige polemiek te voeren. De abdes dient hem van antwoord en ligt in deze ideologischen strijd op punten voor. Apollo haalt er haar echter steeds weer uit, tot ze op een dag onverwachte hulp krijgt...